# WASP-193b
WASP-193bは、地球からうみへび座の方向に約1,200光年離れた位置にあるスペクトル分類がF9型の恒星 WASP-193 を公転している太陽系外惑星である。大きさの割に異様に質量が小さい低密度の惑星であることが知られている。

## 発見と観測
WASP-193b は、ベルギーのリエージュ大学の研究者である Khalid Barkaoui らによる研究チームによって太陽系外惑星捜索プロジェクト「スーパーWASP」の2006年から2008年、および2011年から2012年にかけて収集された観測データ内から2023年に発見された。スーパーWASPは、惑星が主星の手前を通過（トランジット）する際に発生する主星のわずかな減光を観測することで惑星を検出するトランジット法により新たな太陽系外惑星を捜索しており、WASP-193bもその一つである。WASP-193bの発見は、TRAPPIST-South望遠鏡とSPECULOOS-South望遠鏡、トランジット系外惑星探索衛星 (TESS) による測光観測、および高精度視線速度系外惑星探査装置 (HARPS) とレオンハルト・オイラー望遠鏡のCORALIE分光器による分光観測からも存在が確かめられている。TESS による観測も行われていることから、WASP-193b は TESS による観測で惑星であることが示された天体がリストアップされる TESS object of interest (TOI) において TOI-6275 b とナンバリングされている。

## 特徴
| 木星 | WASP-193b |
| ---- | --------- |
| 木星 | Exoplanet |

WASP-193b は、主星から 0.0676 au（約1010万 km）離れた軌道を6日余りの公転周期で公転している。主星から比較的近い軌道を公転しているため、主星から受ける放射照度は地球上における太陽定数の約410倍の相当する 5.62+0.53
−0.57×105 W/m2 もの放射を受けており、大気の影響などを考慮しない平衡温度は 1,254 K（981 ℃）に達している。主星から受ける放射が強いため、WASP-193bの大気は流出を続けていると考えられ、想定される極紫外線光子の放射束の量に応じて、毎秒 1.8×1010 g から 4.3×1011 g の物質が流出していると考えられている。
トランジット法での観測に基づく、主星面の通過の様子から半径は木星の約1.46倍であると求められているが、質量は木星の約14%（海王星の約3倍、地球の約44倍）しかないとされており、大きさの割に非常に質量が小さい惑星である。一般的に木星や海王星のような主にガスで構成された巨大ガス惑星の密度は 0.2 g/cm3 から 2 g/cm3 の範囲内とされているが、計算上求められる WASP-193b の密度は 0.059 g/cm3 しかなく、これは太陽系内で最も密度が低い惑星である土星（0.687 g/cm3）の10分の1以下である。WASP-193bは、2024年5月時点で詳細な密度が求められている全ての太陽系外惑星の中でも、スーパーパフと呼ばれる分類に属するケプラー51d（0.046 ± 0.009 g/cm3）に次いで2番目に低密度の惑星である。非常に低い密度を持つことから、WASP-193b はメディアでは「綿菓子のような惑星」と表現されており、大きさの割に質量が小さい惑星であるが故に WASP-193b の重力で主星である WASP-193 のスペクトル内に影響を及ぼす視線速度の信号データが得られなかったため、データ解析のプロセスを何度も実施し、最終的に質量の計算には約4年の歳月が費やされた。土星と海王星の中間程度の質量しかないので、大きさは木星よりも大きいが、Khalid Barkaoui らによる研究チームは WASP-193b をスーパーネプチューンとして扱っている。
半径の大部分は、主に水素とヘリウムから成る膨張した大気が占めていると考えられているが、これほどの大きさを持った低密度の惑星が存在している原因については分かっておらず、古典的な巨大ガス惑星の進化モデルからは説明できないとされている。WASP-193b の年齢を約44億年と仮定し、地球質量の0倍から10倍の核を持ち、かつ形成されてから10 ～ 45億年が経過した巨大ガス惑星の半径を求めた2007年の理論モデルに基けば半径は木星半径の0.9倍から1.1倍、質量が地球質量の150倍未満である35個の太陽系外惑星の分析から導出された2013年のモデルに基けば半径は木星半径の 0.82 ± 0.14 倍、2018年に公表された理論モデルを用いて質量と半径が知られている286個のホット・ジュピターのデータを基に行った計算では、半径は木星半径の 1.1 ± 0.1 倍になると計算されており、いずれのモデルにおいても WASP-193b の実際の大きさを下回っている。異様に低密度なWASP-193b の研究は、通常の理論では説明できないほど膨張した太陽系外惑星の進化を知るにあたって重要になるとされている。主星面通過時の主星の減光率の大きさ、極端に低い密度、高い平衡温度などの要素から、WASP-193b はジェイムズ・ウェッブ宇宙望遠鏡 (JWST) による透過分光法での観測に適した観測対象であるとされている。